# 479 p.n.e.
| [ Edytuj tabelę ] |                                                                             |
| Władca Chin       | - 520 p.n.e. Jingwang 476 p.n.e.                                            |
| Król Epiru        | - 480 p.n.e. Admetos 450 p.n.e.                                             |
| Król Kartaginy    | - 480 p.n.e. Hannon 440 p.n.e.                                              |
| Król Macedonii    | - 498 p.n.e. Aleksander I 454 p.n.e.                                        |
| Władca Persji     | - 486 p.n.e. Kserkses I 465 p.n.e.                                          |
| Król Sparty       | - 480 p.n.e. Plejstarchos 459 p.n.e. - 491 p.n.e. Leotychidas II 469 p.n.e. |
| Król Syngalezów   | - 504 p.n.e. Panduvasdeva 474 p.n.e.                                        |
| Tyran Syrakuz     | - 485 p.n.e. Gelon 478 p.n.e.                                               |
| Król Tracji       | - 480 p.n.e. Teres I 445 p.n.e.                                             |

Rok 479 p.n.e.
stulecia: VI wiek p.n.e. ~
V wiek p.n.e. ~
IV wiek p.n.e.

lata: 489 p.n.e. «
483 p.n.e. «
482 p.n.e. «
481 p.n.e. «
480 p.n.e. «
479 p.n.e. »
478 p.n.e. »
477 p.n.e. »
476 p.n.e. »
475 p.n.e. »
469 p.n.e.

## Wydarzenia
Europa
- wiosną – II wojna perska: nieudane oblężenie Potidai przez Persów.
- 27 sierpnia – II wojna perska: Grecy zwyciężyli Persów w bitwie pod Platejami.
- sierpień – II wojna perska: Grecy zwyciężyli Persów pod Mykale.
- Początek odbudowy Miletu.

## Zmarli
- Konfucjusz, chiński filozof i twórca konfucjanizmu (ur. 551 p.n.e.)
- 27 sierpnia – Mardoniusz, wódz Perski; zginął pod Platejami